# Марковниченко, Александр Николаевич
Алекса́ндр Никола́евич Марковниче́нко (род. 8 мая 1970, Краматорск, Донецкая область) — советский и украинский велогонщик. Заслуженный мастер спорта СССР (1990).

## Карьера
Чемпион мира 1990 года по командным шоссейным велогонкам.
В настоящее время работает тренером в Донецке.